# Тео, Альвен
Альве́н Тео́ (фр. Alvin Tehau; 10 апреля 1989, Таити) — таитянский футболист, полузащитник клуба «Тефана» и национальной сборной Таити.

## Карьера

### Клубная
Первым футбольным клубом в карьере Тео стала «Тефана», выступающая в Первом дивизионе Таити по футболу. 24 октября игрок дебютировал в Лиге чемпионов ОФК, выйдя на поле в матче против «Уайтакере Юнайтед». В 2011 году он перешёл в индонезийский «Ачех Юнайтед», в котором пробыл недолго. В том же году таитянский футболист приехал в Бельгию, где подписал контракт с командой «Блейд» из низших дивизионов страны. В январе 2012 года полузащитник вернулся на Таити и стал игроком своего первого клуба «Тефана». 18 февраля в игре «Уайтакере Юнайтед», проводимой в рамках Лиги чемпионов ОФК, Тео отметился дублем, а в итоге таитяне победили со счётом 3:0.

### В сборной
В 2009 году Тео вместе со своей сборной поехал на Чемпионат мира среди молодёжных команд, где команда Таити заняла последнее место в группе B, проиграв каждый матч с разгромным счётом. В 2010 году полузащитник дебютировал в главной сборной страны. После перерыва в один год он был вновь вызван в национальную команду для участия в Кубке наций ОФК 2012. На соревновании таитянин забил два гола в ворота Самоа (итоговый счёт — 10:1 в пользу Таити), а также по разу отличился в играх против Новой Каледонии и Вануату. На том турнире коллектив с Таити впервые в своей истории занял первое место.

## Личная жизнь
У Альвена Тео есть брат-близнец Лоренцо, брат Джонатан и двоюродный брат Теаоньи. Все они также играют в сборной Таити по футболу.